# Teknolust
Teknolust is een Amerikaans-Duits-Britse film uit 2002, geregisseerd door Lynn Hershman Leeson.

## Verhaal
De film gaat over de wetenschapper Rosetta Stone die haar DNA injecteert in drie Self Replicating Automatons (S.R.A.'s). Deze cyborgklonen moeten zich gewoonlijk in de echte wereld wagen om een voorraad Y-chromosoom in de vorm van sperma te verkrijgen om ze in leven te houden. Helaas lijken hun periodieke tochten naar de buitenwereld de mannetjes van wie ze het chromosoom verkrijgen achter te laten met een vreemd virus dat zowel hun lichaam als hun computers overvalt. De lust gaat over in de technologie en laat de mannenwereld verbijsterd achter.

## Rolverdeling
| Acteur          | Personage                              |
| --------------- | -------------------------------------- |
| Tilda Swinton   | Rosetta Stone / Ruby / Marinne / Olive |
| Jeremy Davies   | Sandy                                  |
| James Urbaniak  | Agent Hopper                           |
| John O'Keefe    | Professor Crick                        |
| Karen Black     | Dirty Dick                             |
| Al Nazemian     | Dr. Bea                                |
| S.U. Violet     | Dr. Aye                                |
| Sumalee Montano | Nelia                                  |

## Release
De film ging in première op 16 januari 2002 op het Sundance Film Festival in Park City.

## Ontvangst
Op Rotten Tomatoes heeft Teknolust een waarde van 30% en een gemiddelde score van 4,70/10, gebaseerd op 33 recensies. Op Metacritic heeft de film een gemiddelde score van 43/100, gebaseerd op 9 recensies.

## Prijzen en nominaties
| Jaar | Prijs                                | Categorie                              | Genomineerde(n)      | Uitslag     |
| ---- | ------------------------------------ | -------------------------------------- | -------------------- | ----------- |
| 2002 | Hamptons International Film Festival | Filmprijs in wetenschap en technologie | Lynn Hershman-Leeson | Gewonnen    |
| 2003 | Jeonju Film Festival                 | Digitaal spectrum                      | Lynn Hershman-Leeson | Genomineerd |
| 2004 | Fantasporto                          | Beste film                             | Lynn Hershman-Leeson | Genomineerd |